# Higginsia scabra
Higginsia scabra är en svampdjursart som beskrevs av Thomas Whitelegge 1907. Higginsia scabra ingår i släktet Higginsia och familjen Heteroxyidae.
Artens utbredningsområde är havet kring Australien. Inga underarter finns listade i Catalogue of Life.